# Бранчифорте Колонна, Антонио
Антонио Бранчифорте Колонна (итал. Antonio Branciforte Colonna; 28 января 1711, Палермо, королевство Сицилия — 31 июля 1786, Агридженто, королевство Сицилия) — итальянский куриальный кардинал, папский дипломат и доктор обоих прав. Титулярный архиепископ Фессалоники с 11 февраля 1754 по 26 сентября 1766. Апостольский нунций в Венеции с 2 апреля 1754 по 10 декабря 1759. Президент Урбино с 10 декабря 1759 по 26 сентября 1766. Епископ-архиепископ Агридженто с 15 апреля 1776 по 31 июля 1786. Кардинал-священник с 26 сентября 1766, с титулом церкви Санта-Мария-ин-Виа с 6 апреля 1767.